# Rysí skála (Wysoki Jesionik)
Rysí skála – grupa skalna o wysokości 1167 m n.p.m. (podawana jest też wysokość 1150 m n.p.m.) w paśmie górskim Wysokiego Jesionika (cz. Hrubý Jeseník), w północno-wschodnich Czechach, w Sudetach Wschodnich, na Morawach, w obrębie gminy Loučná nad Desnou, blisko szczytu góry Medvědí hora, oddalona o około 5,9 km na zachód od szczytu góry Pradziad (cz. Praděd).

## Historia
Miejsce w którym rozciąga się grupa skalna na stoku góry Medvedí hora było pierwotnie miejscem mało uczęszczanym, ale stopniowo przybywało tu coraz więcej turystów, by podziwiać z jej wierzchołka znaczną część panoramy szczytów czy gór Wysokiego Jesionika. Następnie na jednym z wierzchołków umieszczono prowizoryczny krzyż, po czym powstał pomysł przystosowania tego miejsca do potrzeb turystycznych. Ośrodek turystyczny miejscowości Kouty nad Desnou założył w 2013 roku we współpracy z Lasami Republiki Czeskiej (cz. Lesy ČR) ścieżkę dydaktyczną Rysí skála. Projekt ścieżki opierał się na legendzie o rysicy z młodymi, która znajduje schronienie na szczycie góry Medvědí hora. W opowieści tej pojawiają się leśne skrzaty, bajkowe istoty i władca gór Pradziad. W tej sytuacji nazwano tę grupę skalną Rysí skála.

## Charakterystyka

### Lokalizacja

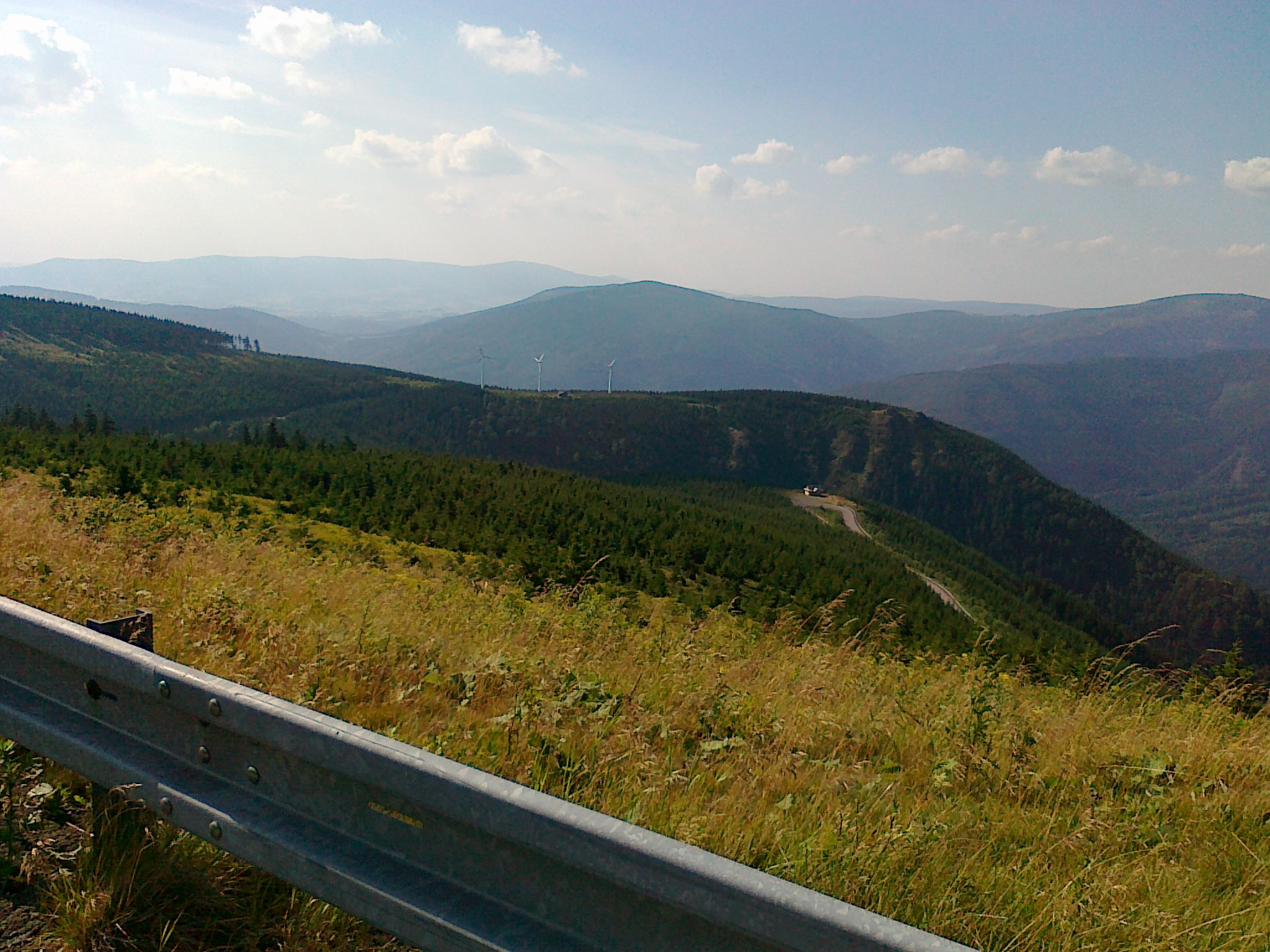
Widok z dolnej drogi wokół wierzchołka góry Dlouhé stráně na szczyty: Kamenec (1) i Medvědí hora z grupą skalną Rysí skála, powyżej Černá stráň, Polom i Vozka, poniżej Suchá hora i Šindelná hora–JZ (w dali po lewej szczyty Masywu Śnieżnika) (2012 rok)

Grupa skalna Rysí skála położona jest w środkowo-zachodnim rejonie całego pasma Wysokiego Jesionika, leżąca w części Wysokiego Jesionika, w północno-zachodnim obszarze (mikroregionu) o nazwie Masyw Pradziada (cz. Pradědská hornatina), na wschodnim stoku góry Medvědí hora, oddalona o około 80 m na północny wschód od jej szczytu, powyżej płynącego potoku o nazwie Borový potok. Jest grupą skalną słabo rozpoznawalną i widoczną m.in. z drogi okalającej połać szczytową góry Pradziad, gdzie wyłania się poniżej linii patrzenia na górę Ucháč. Ponadto bardzo dobrze widoczna z innego charakterystycznego punktu widokowego – z drogi okalającej szczyt góry Dlouhé stráně (widoczna na prawo powyżej domku turystycznego Salaš).

### Skaliska grupy skalnej

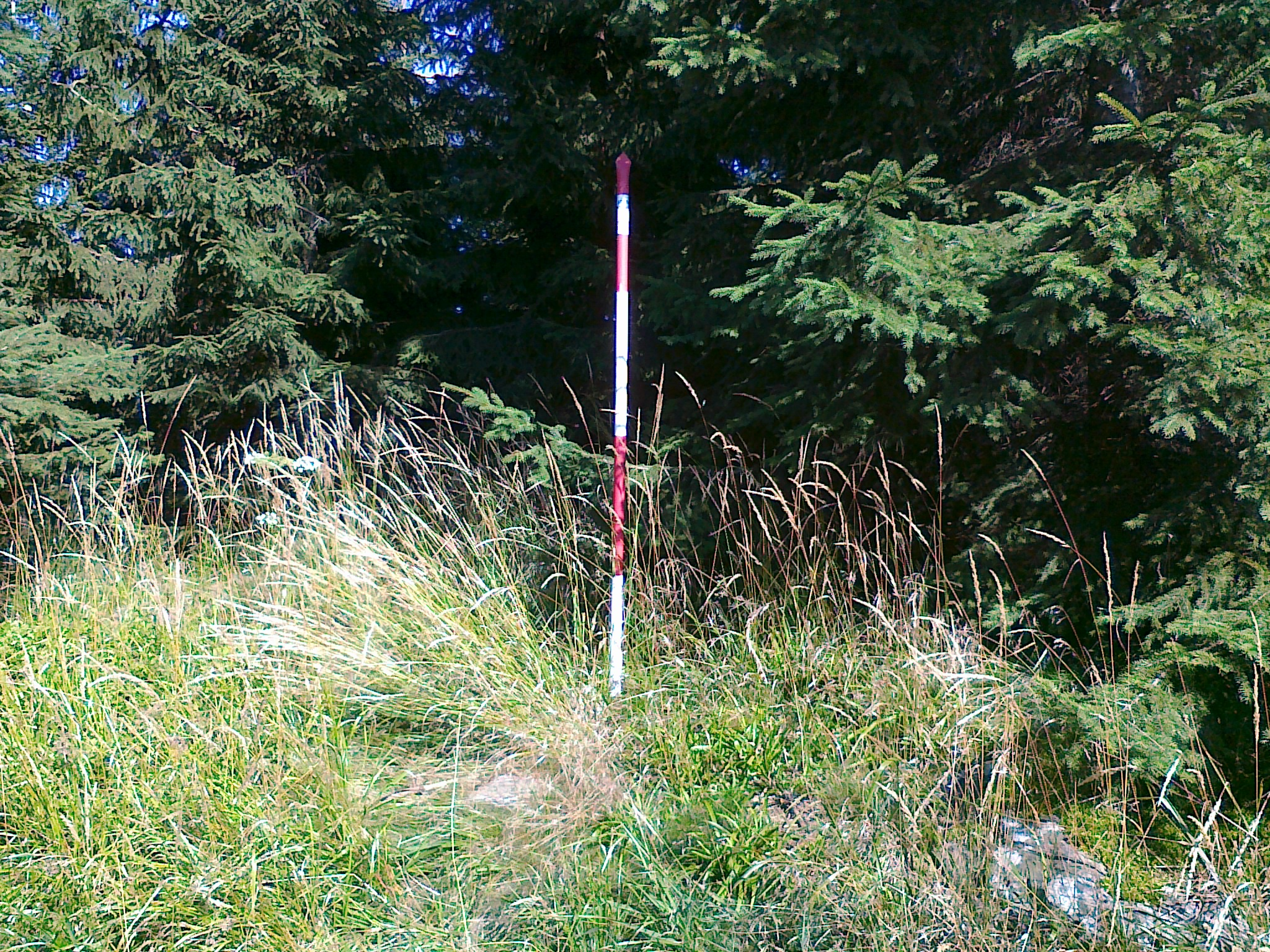
Punkt geodezyjny przy grupie skalnej Rysí skála (2020 rok)

Grupa skalna Rysí skála rozpościera się na kierunku południowy zachód – północ, mająca nieregularny kształt o przybliżonych wymiarach długość × szerokość = (80 × 30) m, zajmująca powierzchnię około 1630 m². Składa się z dwóch zasadniczych skalisk. Szczytowego, odkrytego o wysokości 1167 m n.p.m., na którym – na wsporniku skalnym – umieszczono trójkątną, deskową platformę widokową z obustronną balustradą deskową i drugiego, niższego o wysokości około 1164 m n.p.m. (odkrytego, będącego również punktem widokowym), oddalonego o około 32 m na północny wschód od skaliska szczytowego. Grupa skalna otoczona jest wokół borem świerkowym, pokryta częściowo trawą wysokogórską. Stoki przy skaliskach – z uwagi na nachylenie – są urwiskami, należy więc zachować ostrożność poruszając się po nich, tym bardziej, że na niższym skalisku nie ma barierek czy łańcuchów. Dwa najwyższe skaliska grupy skalnej Rysí skála są wybitnymi punktami widokowymi, z których roztaczają się perspektywy w kierunku pobliskich gór i szczytów. Widoczna jest m.in. wysmukła, charakterystyczna wieża na górze Pradziad, a ponadto góry takie jak m.in.: Velký Klínovec, Velký Klín, Výrovka, Hřbety, Nad Petrovkou, Malý Jezerník, Velký Jezerník, Malý Děd, Tupý vrch, Petrovy kameny, Vysoká hole, Dlouhé stráně, Mravenečník czy Kamenec (1). Blisko skaliska szczytowego znajduje się punkt geodezyjny, oznaczony na mapach geodezyjnych numerem (22.), o wysokości 1159,75 m n.p.m. oraz współrzędnych geograficznych (50°05′17,42″N 17°08′53,32″E/50,088172 17,148144), oddalony o około 23 m na północny zachód od szczytu, z widocznym koło niego zamontowanym stalowym słupkiem, pomalowanym na przemian w poziome pasy białe i czerwone. Państwowy urząd geodezyjny o nazwie (cz. Český úřad zeměměřický a katastrální (CÚZK)) w Pradze podaje jako najwyższy punkt grupy skalnej – szczyt – o wysokości 1167,2 m n.p.m. i współrzędnych geograficznych (50°05′17,1″N 17°08′54,4″E/50,088083 17,148444). 
Dojście do grupy skalnej następuje z zielonego szlaku turystycznego , na którym wytyczono ścieżką dydaktyczną  oraz przystanku turystycznego Medvědí hora (Rysí skála), od którego należy przejść odcinek o długości około 25 m, dochodząc w ten sposób do szczytowej platformy widokowej. 

### Geologia
Pod względem geologicznym grupa skalna Rysí skála należy do jednostki określanej jako kopuła Desny i zbudowana jest ze skał metamorficznych, głównie z: gnejsów (biotytów, muskowitów). 

## Ochrona przyrody
Rysí skála znajduje się w obrębie wydzielonego obszaru objętego ochroną o nazwie Obszar Chronionego Krajobrazu Jesioniki (cz. Chráněná krajinná oblast (CHKO) Jeseníky), a utworzonego w celu ochrony utworów skalnych, ziemnych i roślinnych oraz rzadkich gatunków zwierząt. w pobliżu grupy skalnej nie utworzono żadnych rezerwatów przyrody lub innych obiektów nazwanych pomnikami przyrody.
Przy grupie skalnej wyznaczono w 2013 roku okrężną ścieżkę dydaktyczną o nazwie (cz. Naučná stezka Rysí skála) o długości około 2 km na odcinku: 
 Medvědí hora (lan.) – punkt widokowy Rysí skála – szczyt Medvědí hora – Tetřeví chata – Medvědí hora (lan.) (z 10 stanowiskami obserwacyjnymi na trasie)

## Turystyka
Rysí skála jest chętnie odwiedzana przez turystów, z możliwością podziwiania malowniczych perspektyw ze zlokalizowanego na jej wierzchołku punktu widokowego. Przy grupie skalnej, w odległości około 20 m na zachód od szczytu przy przystanku turystycznym Medvědí hora (Rysí skála) położone są obok siebie dwie bliźniacze wiaty turystyczne. Na górze Medvědí hora znajduje się górna stacja wyciągu krzesełkowego, wieża widokowa czy fast food Bar u Medvěda. Do miejscowości Loučná nad Desnou z bazą hoteli i pensjonatów jest od grupy skalnej około 4 km w kierunku zachodnim. Natomiast do przełęczy Červenohorské sedlo, ze znajdującym się na niej hotelem Červenohorské Sedlo i bazą pensjonatów jest od grupy skalnej około 4,1 km w kierunku północnym. Ponadto do osady Sedmidvory jest od grupy skalnej około 4,7 km w kierunku południowo-zachodnim. 
Kluczowym punktem turystycznym jest oddalony o około 33 m na północny zachód od szczytu przystanek turystyczny Medvědí hora (Rysí skála), z podaną na tablicy informacyjnej wysokością 1162 m, przez który przechodzi ścieżka dydaktyczna i trasa narciarstwa biegowego. 

### Szlaki turystyczne
Klub Czeskich Turystów (cz. Klub Českých Turistů) wytyczył w obrębie grupy skalnej jeden szlak turystyczny, na którym przebiega ścieżka dydaktyczna na trasie:
 Medvědí hora (lan.) – punkt widokowy Rysí skála – szczyt Medvědí hora – Tetřeví chata – Medvědí hora (lan.)

### Szlaki rowerowe i trasy narciarskie
W pobliżu grupy skalnej wyznaczono jedyny szlak rowerowy na trasie:
 Loučná nad Desnou – góra Seč – góra Čepel – góra Mravenečník – Medvědí hora – Kamenec (1) – góra Dlouhé stráně – góra Velká Jezerná – dolina rzeki Divoká Desná – Kouty nad Desnou – góra Černá stráň – przełęcz Přemyslovské sedlo – góra Tři kameny – góra Ucháč – góra Jelení skok – góra Loveč – góra Lískovec – Loučná nad Desnou
W okresach ośnieżenia na odcinku Tetřeví chata – Medvědí hora (Rysí skála) przebiega trasa narciarstwa biegowego. W pobliżu grupy skalnej nie poprowadzono żadnej trasy narciarstwa zjazdowego.